# 舘岡儀秋
舘岡 儀秋（たておか よしあき、1949年 - 2014年）は、1971年アマチュア横綱、日本相撲連盟常務理事。体育学者、駒澤大学教授。

## 来歴
秋田県出身。秋田県立鷹巣農林高等学校（現・秋田北鷹高校）を経て、1972年、駒澤大学経済学部商学科卒業。
1970年、全国学生選抜鹿児島大会に個人優勝。1971年、大学4年の時、全日本大学選抜十和田大会個人優勝、同全国学生選手権大会に団体優勝の原動力として活躍し、個人優勝して第49代学生横綱となる。同年、第20回全日本相撲選手権でも優勝してアマチュア横綱となる。73年と75年は3位入賞。学生横綱と全日本選手権を連取する史上2人目の輝かしい記録を残した。国体では東京都の5度の団体優勝に中堅として活躍。1979年、第10回全国選抜社会人相撲選手権大会の個人戦で優勝。80年、81年は3位入賞（田淵産業所属）。1981年から駒澤大学相撲部監督を務め、松鳳山裕也などを育てた。教員としては、総合教育研究部（スポーツ・健康科学部門）教授を務めた。
財団法人日本相撲連盟常務理事（1984.4～1999.3）、国際相撲連盟常任理事（1992.4～1999.3）、東日本学生相撲連盟理事長（1993.4～1997.3）、日本学生相撲連盟理事長（1993.4～1997.3）、財団法人日本オリンピック委員会評議委員・選手強化本部委員（1995.4～1999.3）などの要職を歴任した。

## 著書
- 大石武士、太田誠、上山智身、髙橋俊介、長濱友雄、牧野茂、光永吉輝、三幣晴三、宮沢栄作、森本葵、田中佳孝、村松誠、秋田浩一、竹田幸夫共著『保健体育概論』カヅサ出版部、1988.4